# Baïla Diallo
Baïla Diallo (* 24. Juni 2001 in Toulouse) ist ein senegalesisch-französischer Fußballspieler.

## Karriere

### Verein
Diallo begann seine fußballerische Ausbildung in seiner Geburtsstadt beim FC Toulouse. Im Jahr 2016 wechselte er zur US Colomiers, ehe er zwei Jahre später den Verein wieder verließ und in die Jugend von Clermont Foot wechselte. In der Saison 2019/20 spielte er zehnmal für die zweite Mannschaft in der National 3. In der Saison 2020/21 stand er bereits einmal im Kader der Profis und spielte schon einmal im Pokal. Im Januar des Jahres unterschrieb er seinen ersten Profivertrag bis Juni 2024. Für die Saison 2021/22 wurde er an den Drittligisten US Orléans verliehen. Insgesamt kam er dort zu 28 Ligaeinsätzen, einem Tor und drei Vorlagen in der Liga und einem Tor in zwei Pokalspielen. Nach seiner Rückkehr debütierte er am 14. Spieltag gegen den HSC Montpellier nach Einwechslung in der Ligue 1. Bis zum Ende der Saison 2022/23 absolvierte er sechs Partien im Oberhaus.
Zur Saison 2023/24 wechselte Diallo leihweise zum österreichischen Bundesligisten SC Austria Lustenau. Während der Leihe kam er zu 13 Einsätzen in der Bundesliga, aus der er aber mit der Austria abstieg.

### Nationalmannschaft
Diallo kam im September 2022 zweimal in Freundschaftsspielen für die senegalesische U23-Nationalmannschaft zum Einsatz.